# Caverna de Benavides
Las Cavernas de Benavides se ubican a 3 km al norte del centro de la ciudad de Lebu en Chile,  en el sector turístico Millaneco. Son unas formaciones rocosas naturales de grandes dimensiones, con una altura aproximada de 40 metros.
Todos los veranos, desde el año 2001 se realiza el Festival Internacional de Cine de Lebu, en el interior de la caverna.
Su nombre se debe a Vicente Benavides, militar chileno del bando realista durante la Guerra de la Independencia de Chile (1813-1826). Existe una leyenda en torno a esta cueva, relacionada con un supuesto tesoro escondido por Benavides en ella.[cita requerida]